# 고염무

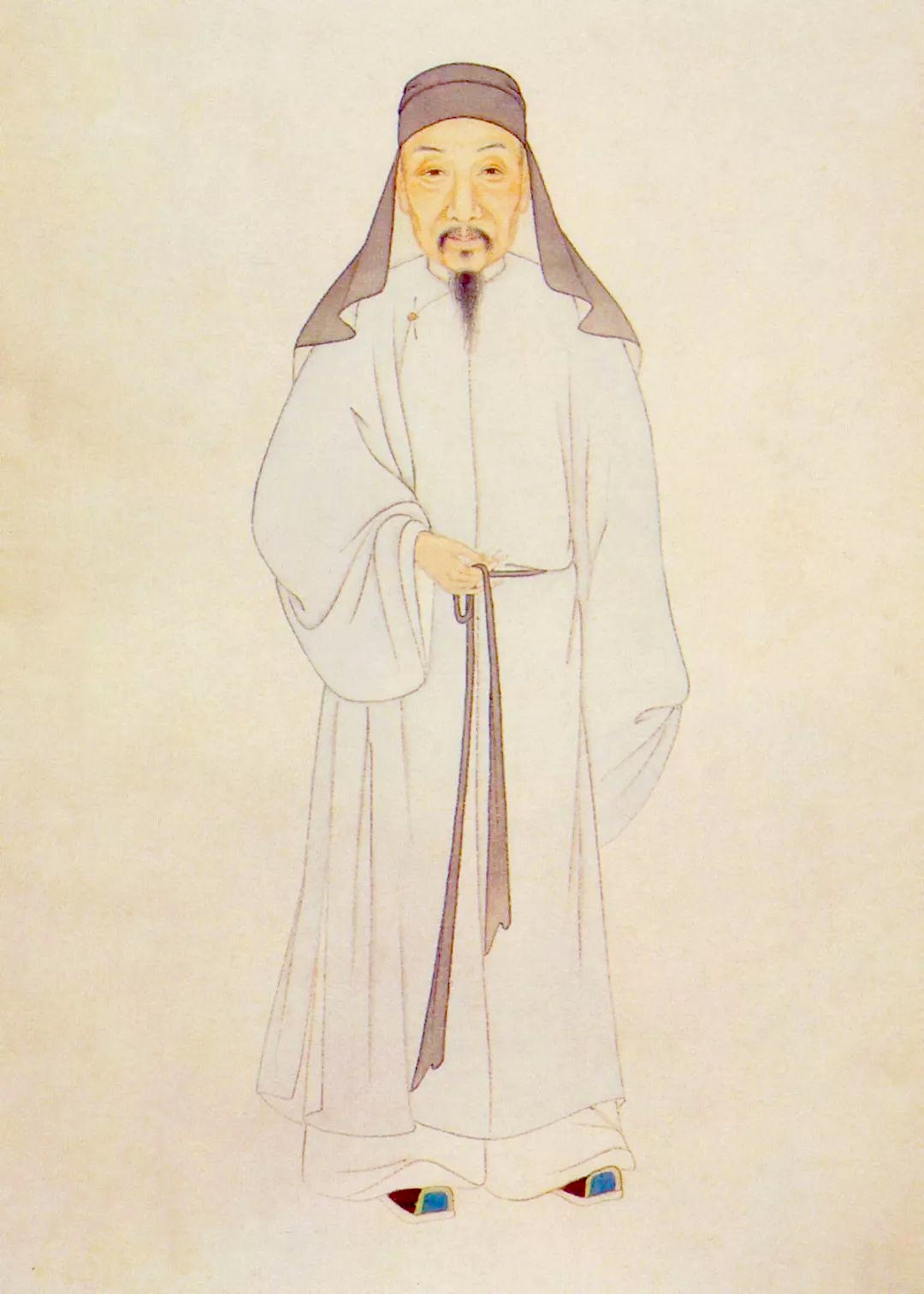
고염무

고염무(顧炎武, 1613년 ~ 1682년)는 중국 명말(明末)청초의 사상가·학자이다. 명나라 만력(萬曆) 41년 강소성(江蘇省) 곤산(昆山)에서 출생해 청나라 강희(康熙) 21년 산서성 곡옥(현: 산시성 린펀시 취워현)에서 사망했다. 본명은 강(絳)이고 자(字)는 충청(忠淸)이다. 명나라 멸망 이후 이름을 염무(炎武), 자를 영인(寧人)으로 고쳤다. 서명(署名)은 장산용(蔣山傭), 호는 정림(亭林)으로, 세상에 정림 선생으로도 알려져 있으며, 청대 고증학의 개조(開祖)로 평가되고 있다. 왕부지(王夫之)·황종희(黃宗羲)와 함께 삼대 유로(遺老)로 알려져있다.

## 생애
고염무는 강동 지역의 명망가 출신으로 종조부(從祖父) 고소불(顧紹芾)의 아들인 고동길(顧同吉)이 죽어 대를 이을 수 없게 되자 종숙부 고동길의 양자이자 고소불의 양손자로 입양되었다. 특히 고염무는 고동길과 정혼했던 약속을 그대로 이행해 수절한 양어머니 왕씨(王氏)에게서 6세부터 《소학》, 《대학》을 배우며 국가에 대한 충성심과 전통적 명분론에 감화를 받았다고 한다. 14세에 제생(諸生) 자격을 취득한 이후 고염무는 명나라 멸망 때까지 양조부의 교육과 지도하에 고전과 당대의 정치·경제에 대한 심도 깊은 학습을 받았다. 더욱이 초서(抄書)를 강조했던 양조부의 영향은 고염무의 3대 정치 저작으로 알려진 《일지록》, 《천하군국이병서》(天下郡國利病書), 《조역지》(肇域志) 찬술의 기초로 작용했다고 한다.
한편 고염무는 명나라 멸망과 함께 청 순치(順治) 원년(1644)부터 약 12년간 두 차례 무장투쟁과 비밀결사인 복사(復社)에도 간여했다. 이후 청조 출사를 거부하고 순치 14년(1657)부터 사망할 때까지 강남 지역을 떠나 “사방을 굽이굽이 2∼3만 리를 왕래하며 또한 기록을 열람한 것만도 1만여 권에 이르도록(往来曲折二三万里, 所覽書又得萬餘卷)” 하북·산동·산서·섬서 등 북방의 옛 제(齊)·노(魯)·연(燕)·조(趙)·진(晉)·진(秦) 지역을 여행하면서 역사와 경학의 고증과 음운 연구 및 저술 활동에 주력했다. 고염무는 평생 《일지록》 32권, 《천하군국이병서》 120권, 《음학오서》 38권 등 370여 권의 저술을 남겼다.
민간인으로서의 학구 생활에 들어가면서부터 화중, 화북 각지를 역유(歷遊)하며 지인을 심방하고 학문을 논하는 등, 독서와 저술에 전력을 경주하였고, 청조의 잦은 초빙을 그는 고사하였으며 섬서성 화음(華陰)의 가우(假寓)에서 죽었다.

## 사상
그는 주자학자로서 출발하였으나, 그 공담적인 경향에 반대하여 경학(經學)과 사학(史學)의 광범한 연구를 통해 학문의 실제 사회에서의 역할을 강조하고 경세치용(經世致用)의 신학풍을 열어 놓았다. 이른바 명 유로(遺老)의 대표적 인물로서 그 학자적 태도와 학문의 위대함, 그 위에 기절(氣節)의 고매함에 있어서, 동시대의 황종희, 왕부지와 공통성이 많았으므로 아울러 청초(淸初)의 3대유(三大儒)라고 불렀다. 그의 저작은 경학·사학·문학을 위시하여 많은 분야에 걸쳐 있는데, 《일지록》, 《천하군국이병서》, 《음학오서》 등은 그 대표작이다. 특히 이들 속에 나타난 정밀한 고증으로 그는 청대 고증학의 개조로 호칭될 만하다.